# Aborto en Honduras
El aborto en Honduras está completamente prohibido bajo cualquier circunstancia, y ha estado constitucionalmente prohibido desde 1982. La prohibición constitucional del aborto en el país fue cimentada aún más por el Congreso del país el 22 de enero de 2021. Para cambiar esta ley, se necesitará una mayoría de tres cuartas partes en el Congreso, es decir, 96 de 128 votos. 
Al igual que en sus vecinos Nicaragua y El Salvador, el aborto está prohibido incluso en casos de violación, a pesar de que expertos de las Organización de las Naciones Unidas han determinado que la denegación del aborto puede constituir tortura en ciertos casos. Esto se ve agravado por el hecho de que Honduras tiene uno de los peores índices de violencia sexual, o que se ha citado como motivo de emigración del país.Además esto se agrava por el hecho de que Honduras también prohíbe el uso de la anticoncepción de emergencia, el único país de la región que lo hace.

## Anticonceptivos de emergencia
Las píldoras anticonceptivas de emergencia (PAE) también están prohibidas en Honduras. En 2009, el Congreso Nacional de Honduras prohibió las PAE, y el presidente Manuel Zelaya lo vetó, pero luego la Corte Suprema de Justicia de Honduras declaró que las PAE son abortivas y por lo tanto, están prohibidas. Esta ley para prohibir la píldora del día después fue vetada por el entonces presidente Manuel Zelaya en 2009, pero se convirtió en ley después de que fuera destituido en el golpe de Estado hondureño de 2009. Fue confirmada por el Tribunal Supremo del país en 2012.

### El Código penal
"Artículo 126. El aborto es la muerte de un ser humano en cualquier momento del embarazo o durante el parto. Quien intencionalmente cause un aborto será castigado:
1) Con tres a seis (6) años de reclusión si la mujer lo hubiese consentido;
2) Con seis (6) a ocho (8) años de reclusión si el agente obra sin el consentimiento de la madre y sin emplear violencia o intimidación; y,
3) Con ocho (8) a diez (10) años de reclusión si el agente emplea violencia, intimidación o engaño.
Artículo 127. Se impondrán las penas señaladas en el Artículo anterior y la de multa de quince mil (L. 15,000.00) a treinta mil Lempiras (L. 30,000.00) al médico que, abusando de su profesión, causa o coopera en el aborto.
Las mismas sanciones se aplicarán a los practicantes de medicina, paramédicos, enfermeros, parteros o comadronas que cometan o participen en la comisión del aborto.
Artículo 128. La mujer que produzca su aborto o consienta que otra persona se lo cause, será sancionada con reclusión de tres (3) a seis (6) años".

### Posible cambio
En 2021, Xiomara Castro fue elegida como la primera mujer presidenta de Honduras. Entre sus promesas de gobierno, se comprometió a legalizar el aborto en caso de violación, en caso de existir riesgo de muerte para la madre y en caso hubieran malformaciones en el feto. Además, también prometió una mayor accesibilidad para obtener la píldora del día siguiente. Dado que este tipo de medicamentos de emergencia se encuentra prohibidos por decreto, la presidenta puede eliminar esta prohibición de forma unilateral. Sin embargo, algunos analistas afirman que sería difícil conseguir los votos necesarios en el Congreso para poder alterar esta prohibición.